# Choerophryne tubercula
Choerophryne tubercula es una especie de anfibios de la familia Microhylidae.

## Distribución geográfica
Se encuentra en Papúa Nueva Guinea